# Wolica Pierwsza
Wolica Pierwsza – wieś w Polsce położona w województwie lubelskim, w powiecie janowskim, w gminie Modliborzyce.

## Krótki opis
W latach 1975–1998 miejscowość administracyjnie należała do województwa tarnobrzeskiego. Według Narodowego Spisu Powszechnego (III 2011 r.) liczyła 760 mieszkańców i była trzecią co do wielkości miejscowością gminy Modliborzyce. Miejscowa ludność wyznania katolickiego przynależy do Parafii św. Stanisława w Modliborzycach. Główne obiekty użyteczności publicznej znajdujące się w miejscowości to:
- Kaplica pw. Wspomożycielki Wiernych[9].
- Remiza Ochotniczej Straży Pożarnej[10].
- Budynek Publicznej Szkoły Podstawowej[11][12].
- Filia Gminnej Biblioteki w Modliborzycach[13].

## Pochodzenie nazwy
Nazwa wskazuje pochodzenie wsi na koniec XIV i początek XV wieku. Powstała w okresie kolonizacji na prawie niemieckim, a jej etymologia wiąże się z tzw. wolnizną. Były to wolne lata – określona liczba lat, w czasie których nowi osadnicy byli zwolnieni od opłat i czynszów na rzecz pana. Ułatwiała zagospodarowanie nowych terenów. Wolniznę przyznawano chłopom osadnikom w momencie osiedlenia się we wsi nowo lokowanej. Ziemię pustą – pisze K. Myśliński – oddaną osadnikom z uwolnieniem ich na pewną liczbę lat od wszelkich służb, powinności i czynszów dla dziedzica, nazywano wolą. Od nazwy dóbr, w których wola została założona, otrzymała właściwą swą nazwę w formie przymiotnikowej.
Takie Wole i Wólki zaczęły powstawać w XIII wieku, ale najwięcej założono ich w XIV wieku. W dokumentach spotyka się pod koniec roku 1254 po raz pierwszy nazwę Wola. W królestwie Kongresowym istniało 301 wsi o nazwą Wola, 257 z nazwą Wólka, 30 z nazwa Wolica, oprócz tego były Wolnice, Wólczyna, Wolna, Woleń.
W archiwum parafialnym w Modliborzycach istnieją źródła pisane z XVII wieku, w których oprócz nazw Wola, Słupia wymieniana jest Wolica jako wchodząca w skład parafii w Modliborzycach.
Ciekawa jest legenda nazwy wsi krążąca wśród jej mieszkańców. Uważają oni, że powstała z połączenia dwóch wyrazów: woły i lejce. To drugie słowo gwarowo wymawiano "lice". Zgodnie z legendą chłopi w tej okolicy wcześniej niż gdziekolwiek wprowadzili do zaprzęgu lejce. Od tej pory nie był potrzebny człowiek prowadzący woły podczas pracy w polu, bowiem zastępowały go lejce. Wynalazek ten przypisują mieszkańcy swoim praprzodkom.

## Położenie i ukształtowanie
Wolica położona jest na Roztoczu Zachodnim. Leży na wierzchowinie biegnącej wzdłuż biegu rzeki Sanny, równolegle do szosy wspinającej się w górę w kierunku Wierzchowisk. O okolicy tej pisze Chlebowski: Leżą tu gospodarstwa Wolicy I wzdłuż drogi biegnącej dolina Sanny oraz gospodarstwa Wolicy II rozłożone na wierzchowinie nad Sanną. Wzniesienia nad Sanną w większości są użytkowane jako pastwiska. Część mieszkańcy przeznaczyli i przeznaczają na grunty orne. Obszar łąk między Wolicą Pierwszą i Wolicą drugą, przez który przepływa rzeka Sanna określany jest jako Błonie. Na roztoczu Zachodnim przeważa na powierzchni less. Bardzo rzadko ukazują się spod niego skały trzeciorzędowe i kredowe. Less pokrywa najwyższe szczyty wyżyny od 550–1131 m n.p.m. Poniżej 550 stóp zmyły go zalewy późniejsze, które obnażyły jego wapienne podłoże. Zdaniem geografów, w okresie lodowców, kiedy nieomal całe stoki północne Karpat były dnem Morza Północnego, wyłaniała się zeń lessowa wyżyna niby wyspa. Największa z tych wysp ciągnie się od Modliborzyc i wierzchowisk na zachodzie do Tomaszowa i Huczwy na wschodzie.
Na tym obszarze leży Wolica. Posiada pokłady wapnia i opoki-kamienia. Teren Wolicy nie przekracza wysokości 300 m n.p.m. Obszar, po którym płynie Sanna, pokryty jest glebami lessowymi. Występują tu również gleby ciężkie i iły silnie nawodnione i przewarstwione pyłami z domieszką substancji organicznych oraz piasku. Pod względem rolniczym należą do gleb średnich.
Obszar ten charakteryzuje się ciepłym latem (temp. średnia w lipcu wynosi od +16 do +18 °C, temp. średnia w styczniu wynosi -4 °C) i wysoką roczną temperaturą wynoszącą około +8 °C. Opady w rejonach tych są stosunkowo wysokie. Wynoszą około 600-650 mm. Liczba dni z mrozem wynosi 55. Czas trwania pokrywy śnieżnej około 50 dni, a czas trwania wegetacji 210 dni.

## Historia
Pierwszy raz Wolica była wzmiankowana w roku 1412, kiedy to Jan Dłuto nadał kościołowi w Słupiu 7 łanów pola. Wieś nosiła początkowo nazwy: Wola Dłutowska, Lasocina, Słupska i Goworkowska. Nazwa Wolica utrwaliła się w XVI w. Na przestrzeni XV i XVI w. miejscowość często zmieniała właścicieli, byli nimi Dłutowie, Lasotowie, Łopienniccy. W I połowie XVI w. istniał dwór i młyn. Pod koniec XVI w. właścicielami wsi zostali bracia Stoińscy. W połowie XVII w. właścicielami Wolicy byli: Wioteski, Gorajski, Stoiński i Zielińska, a na początku XVIII w. Zamojscy. W II połowie XVIII w. w miejscowości była kaplica dworska. W XIX w. kolejnymi właścicielami wsi byli: Łaziński, Wybranowski, Kurzątkowski, Moczulski, a od 1861 r. Ignacy Solman. W 1863 r. sformował on własny oddział powstańczy, który szybko został rozbity. Ukrywającego się Solmana zabili Kozacy. W 1905 r. na rozparcelowanych gruntach folwarków Wolica i Helenów powstała Kolonia Wolica. Według spisu powszechnego z 1921 r. Wolica liczyła 95 domów i 629 mieszkańców. W 1920 r. powstała szkoła powszechna, w 1927 r. straż pożarna, w 1929 r. Koło Młodzieży Polskiej, a rok później koło Związku Strzeleckiego.
Podczas II wojny światowej spłonęło 29 budynków. W 1942 r. Niemcy rozstrzelali Żydów wolickich. W egzekucji 7 lipca 1943 r. śmierć poniosło 12 osób. Wolica stanowiła ośrodek silnego ruchu partyzanckiego, działały tutaj oddziały BCh, AK i NSZ. W latach 1955–1960 Wolica była siedzibą gromady.

## Ochotnicza Straż Pożarna w Wolicy Pierwszej

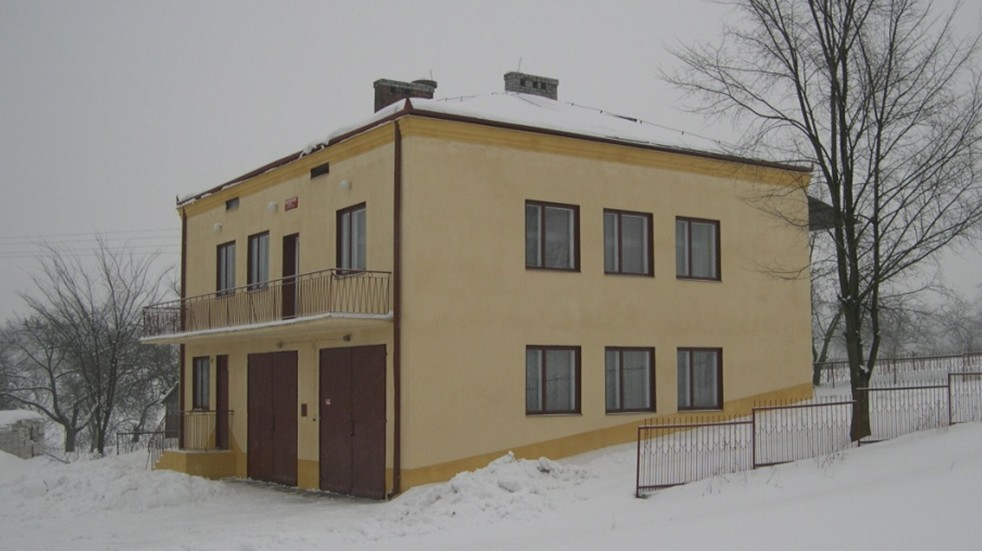
Remiza Ochotniczej Straży Pożarnej w Wolicy Pierwszej. Współrzędne geograficzne budynku:

Stowarzyszenie OSP w Wolicy Pierwszej zostało założone w 1927 r. Dokonano tego na zebraniu wiejskim mieszkańców wsi w domu Jana Lenarta w Wolicy Pierwszej. Następnie rozpoczęto werbowanie członków, których początkowo było 24. Do pierwszego zarządu weszli: Paweł Łukasik (prezes), Adam Zarzycki (naczelnik), Ludwik Ciołek (skarbnik), Szczepan Duda (sekretarz). W roku 1928 wójt Gminy Modliborzyce zakupił umundurowanie dla druhów, dwa lata później zakupiono sikawkę ręczną i beczkowóz. W roku 1932 Wolica Pierwsza zajęła I miejsce w zawodach powiatowych w Kraśniku. Trzy lata później, tj. w 1935 r. przystąpiono do budowy remizy drewnianej. Budowa trwała dwa lata i w 1937 r. oddano budynek do użytku. Niestety na skutek wybuchu II Wojny światowej we wrześniu 1939 r. ustała działalności OSP w Wolicy Pierwszej. Po wojnie powołano nowy zarząd i ponownie OSP podjęła swoją służbę.
W roku 1967 w wyniku konkursu ogłoszonego przez Prezydium Wojewódzkiej Rady Narodowej w Lublinie pt. "Zmieniamy Oblicze Lubelskiej Wsi" Wolica Pierwsza otrzymała drugą nagrodę w wysokości 150 tys. zł. Nagrodę tę przekazano OSP z przeznaczeniem na budowę nowej remizy. Dokonano też zakupu działki od Edwarda Gąsiorowskiego. Kierownikiem budowy był murarz Józef Golec. W roku 1974 była uroczystość przekazania kluczy i otwarcia nowej remizy. W roku 1977 jednostka OSP otrzymała sztandar. W czasie budowy remizy prezesem był Józef Lenart, a naczelnikiem Edward Bolibrzuch. W latach 1980–2000 jednostka OSP brała udział w wielu akcjach przeciwpożarowych, likwidowaniu miejscowych zagrożeń, uczestniczyła w wielu uroczystościach i organizowała także liczne festyny Ludowe. Po roku 2000 prowadzone zostały na szeroką skalę prace remontowo-budowlane przy budynku OSP, między innymi: remonty sal, ułożenie kostki, wymiana okien i wykonanie elewacji budynku.

## Filia Gminnej Biblioteki

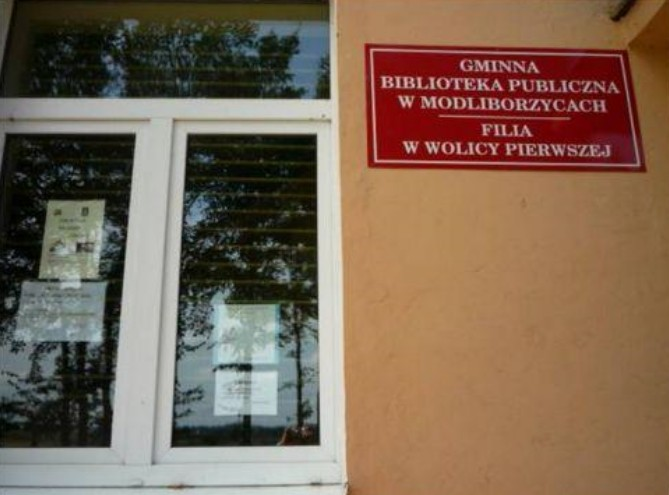
Filia Gminnej Biblioteki w Wolicy Pierwszej

Filia Biblioteczna w Wolicy Gminnej Biblioteki Publicznej w Modliborzycach została powołana do istnienia w maju 1967 roku. Powstała głównie z inicjatywy Dyrektora Powiatowej Biblioteki Publicznej w Janowie Lubelskim – Zbigniewa Siedlaczka oraz ówczesnego Kierownik Szkoły Podstawowej w Wolicy Pierwszej – Bolesława Drzazgi. Pierwszą bibliotekarką prowadzącą Filię przez 25 lat była Kazimiera Piech. Natomiast od 1992 r. do chwili obecnej Biblioteką kieruje Jadwiga Piech. Placówka posiada około 5 tysięcy woluminów. Od roku 2004 siedziba filii znajduje się w budynku Publicznej Szkoły Podstawowej w Wolicy Pierwszej. 12 czerwca 2006 biblioteka obchodziła jubileusz 40-lecia istnienia.

## Znane osoby
- W Wolicy Pierwszej urodził się biskup Józef Drzazga